# Speedball
Speedball (da non confondere con lo speed, il nome in gergo dell'amfetamina), noto anche come Powerball, è un termine inglese utilizzato per indicare una combinazione di eroina o morfina con cocaina o crack.
Il termine può essere applicato all'uso simultaneo di qualsiasi oppiaceo in combinazione con un eccitante (cocaina, anfetamina, metanfetamina o, più raramente, ecstasy). Lo speedball può essere assunto sia tramite iniezione che tramite inalazione e causa una forte dipendenza fisica causando anche sindromi da astinenza. Una particolare variante, prevede l'aggiunta di LSD al mix di eroina e cocaina; questa rara variante prende il nome di Frisco Speedball o Frisco Special.

## Caratteristiche e effetti

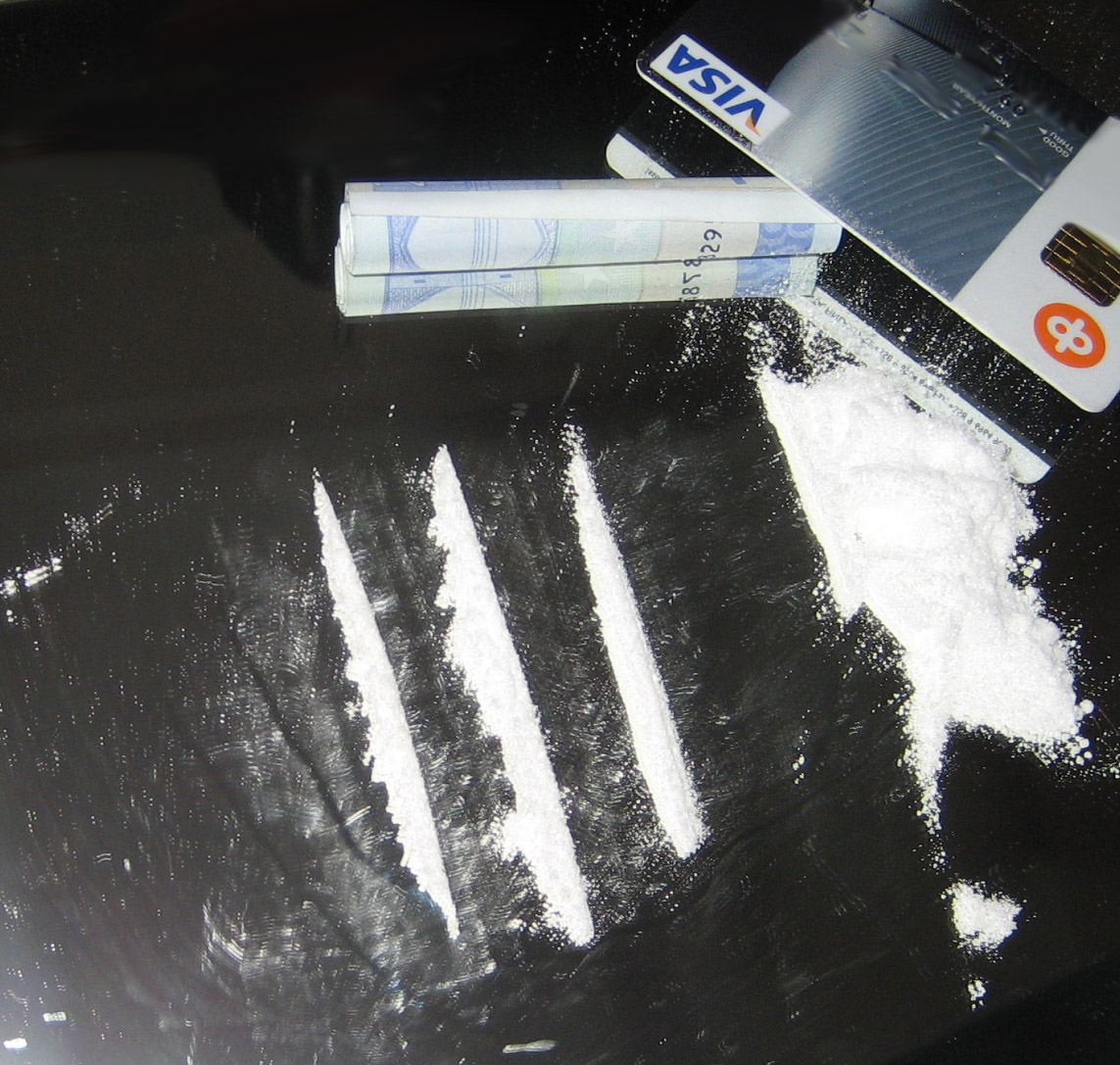
La cocaina è il più comune stimolante usato nello speedball.

Lo speedball divenne particolarmente popolare tra gli anni ottanta e gli anni novanta come conseguenza della rampante diffusione di cocaina ed eroina e dell'arrivo sul mercato nero del crack, molto più economico rispetto alla cocaina. Tuttavia, alcune fonti dimostrano come già al tempo della Guerra di Corea nel corso degli anni cinquanta i soldati americani si iniettassero eroina e metanfetamina insieme prima di andare a combattere.
La co-somministrazione di eroina e cocaina ha lo scopo di fornire un intenso impeto di euforia, che dovrebbe combinare gli effetti di entrambi gli stupefacenti, e far ridurre gli effetti dell'ansia. Si tratta di un mix potenzialmente letale per i suoi effetti anche su cervello e metabolismo del fegato: la cocaina agisce da stimolante sul sistema nervoso simpatico, aumentando il battito cardiaco, ma il suo effetto svanisce più rapidamente di quello dell'eroina, notoriamente un depressivo, che a sua volta rallenta il battito cardiaco agendo sul sistema nervoso parasimpatico. Questa eccessiva e irregolare stimolazione del cuore può provocare aritmia cardiaca, una pericolosa alterazione del ritmo cardiaco normale. Il risultato è una possibile overdose ritardata che potrebbe causare una grave depressione respiratoria, quando l'effetto dello stimolante plana e l'eroina ne prende il posto; questo è noto come il più comune meccanismo di morte da speedball. Altri effetti collaterali causati da un'overdose di questa mistura possono includere sincope, crisi epilettiche e infarto.
In generale, l'uso congiunto con la cocaina viene fatto per evitare l'effetto sedativo dell'eroina. Mescolare un depressivo con un eccitante, causa uno stato di smarrimento generale, incoerenza, visione offuscata, stupore, sonnolenza e confusione generale. Questo legame comporta abilità motorie incontrollate e non coordinate, con il rischio di eccitazione eccessiva e di morte. Ci possono essere deliri paranoici, così come depressione intensa, allucinazioni visive e sensoriali.

## Persone famose morte per overdose
Tra le vittime famose di questo mix di droghe vi sono gli attori John Belushi (nel 1982), Chris Farley (1997), Joey Stefano (1994), River Phoenix (1993), Rodney Harvey (1998) e Trevor Goddard (2003), il comico Mitch Hedberg (2005), i giocatori di baseball Eric Show (1994) e Ken Caminiti (2004), il pittore Jean-Michel Basquiat (1988) il tastierista e il bassista dei The Grateful Dead Brent Mydland (1990) e John Kahn (1996), il rapper Ol' Dirty Bastard (2004) cofondatore del gruppo Wu-Tang Clan, il batterista degli Average White Band Robbie McIntosh (1974), il chitarrista dei Deep Purple Tommy Bolin (1976), il bassista Zac Foley (2002) degli EMF, dai cantanti Lowell George (1979) e Layne Staley (2002) degli Alice in Chains, il bassista dei Blues Traveler Bobby Sheehan (1999) e lo scrittore Sebastian Horsley (2010). L'ultima vittima illustre è stato l'attore Philip Seymour Hoffman nel 2014. 
Dave Gahan, dei Depeche Mode, nel 1996 subì un attacco di cuore in seguito ad una overdose da speedball, ma sopravvisse. Anche Steven Adler dei Guns N' Roses ebbe un ictus nello stesso anno in seguito all'assunzione di quel potente cocktail di droghe, subendo gravi danni alla capacità di articolazione della parola.
Tra i musicisti che hanno ammesso l'uso di questo cocktail di droghe vi sono il jazzista Chet Baker, nel film-documentario Let's Get Lost - Perdiamoci, diretto da Bruce Weber, Dave Mustaine e David Ellefson dei Megadeth nel documentario di VH1 Behind the Music, Nikki Sixx dei Mötley Crüe (nelle autobiografie The Heroin Diaries: A Year in the Life of a Shattered Rock Star e The Dirt), Anthony Kiedis dei Red Hot Chili Peppers (nella sua autobiografia Scar Tissue), David Crosby (nell'autobiografia Long Time Gone), Kurt Cobain dei Nirvana (nella sua biografia Heavier than Heaven), l'attore pornografico Jon Vincent (nella sua autobiografia Thousand and One Night Stands: The Life of Jon Vincent), Slash (nella sua autobiografia Slash) che gli causò un arresto cardiaco di 8 minuti, e Miles Davis (nella sua autobiografia Miles: The Autobiography). Anche Robert Downey Jr. ha ammesso di aver preso speedball insieme all'attore Tom Sizemore (da Robert Downey Jr. The Biography), anche il bassista dei Cream Jack Bruce ha rivelato di aver provato la droga in una intervista al Daily Record. Il romanzo di William S. Burroughs, La scimmia sulla schiena, menziona il suo abuso di speedball.